# Bras d'Or Lake
Bras d'Or Lake är en sjö i provinsen Nova Scotia i den östra delen av Kanada. Arean är 1 099 kvadratkilometer.